# (1889) Pakhmutova
(1889) Pakhmutova est un astéroïde de la ceinture principale.

## Description
(1889) Pakhmutova est un astéroïde de la ceinture principale. Il fut découvert le 24 janvier 1968 à Nauchnyj par Lioudmila Tchernykh. Il présente une orbite caractérisée par un demi-grand axe de 3,09 UA, une excentricité de 0,11 et une inclinaison de 13,2° par rapport à l'écliptique.
Cet astéroïde est nommé en hommage à la compositrice soviétique et russe Alexandra Pakhmoutova.

## Compléments